# 冷田川
冷田川（つめたがわ）は、徳島県徳島市を流れる吉野川水系の河川である。

## 地理
徳島県徳島市の南部（八万町）に水源があり、徳島市山城町を流れる園瀬川下流部で合流する。すぐ側を同じ園瀬川支流の御座船入江川が流れる。橋梁は国道55号に架かる沖須賀橋と冷田橋、冷田川樋門がある。
河川名の由来は、戦国時代に八万にあった法華寺が長宗我部元親によって焼き討ちされた際に、焼失した寺に残された像から読経が聞こえ、雑兵が太刀を降り下ろしたところ、鮮血が飛び散り、驚いた雑兵が川に像を投げ捨てた際に像から「冷たいぞ」という声が聞こえたことによる。

## 水質
生活排水が原因で、油やアワ、ゴミなどが多く浮いており悪臭もあるため、水質はあまりよくない。非常に悪化している水質を改善するべく、地域団体などが水質浄化の活動を行っている。

## 流域の施設
- 徳島市生涯福祉センター（ふれあい健康館）
- 徳島文理大学
- 徳島文理中学校・高等学校
- 夷山城跡